# Hermann von Rotteck (Jurist)
Hermann von Rotteck (* 23. November 1845 in Kirchen; † 16. Juli 1919 in Freiburg im Breisgau) war ein badischer Oberamtmann und Verwaltungsgerichtsrat.

## Leben und Werk
Hermann von Rotteck besuchte bis 1866 das Lyzeum in Karlsruhe. Anschließend studierte er Rechtswissenschaften in Freiburg und Heidelberg. 1872 und 1874 legte er die juristischen Staatsprüfungen ab. Von 1872 bis 1877 arbeitete er als Rechtspraktikant, Referendar und Sekretär bei verschiedenen Dienststellen. 1877 wurde er Amtmann beim Bezirksamt Lörrach und 1882 Amtsvorstand beim Bezirksamt Pfullendorf. 1884 erfolgte seine Beförderung zum Oberamtmann. Von 1886 bis 1890 leitete er das Bezirksamt Triberg und 1890 bis 1896 das Bezirksamt Bühl. 1896 ernannte man ihn zum geheimen Regierungsrat. 1897 wurde er Kollegialmitglied des Verwaltungshofes, 1899 stellvertretendes Mitglied der Oberrechnungskammer und 1902 Verwaltungsgerichtsrat.   

## Ehrungen
- 1891 wurde Hermann von Rotteck mit dem Ritterkreuz 1. Klasse des Ordens vom Zähringer Löwen ausgezeichnet.
- 1902 Jubiläumsmedaille
- 1912 erhielt er das Eichenlaub zum Ritterkreuz des Ordens vom Zähringer Löwen